# Trachea espumosa
Trachea espumosa är en fjärilsart som beskrevs av Paul Dognin 1897. Trachea espumosa ingår i släktet Trachea och familjen nattflyn. Inga underarter finns listade i Catalogue of Life.